# Beni Hocine
Beni Hocine (em árabe: بنى حسين), também escrito Beni Oussine, é uma comuna localizada na província de Sétif, Argélia. Sua população estimada em 2008 era de 11 220 habitantes.